# William Edmund Goodenough
Sir William Edmund Goodenough, GCB, MVO (* 2. Juni 1867 in Portsmouth; † 30. Januar 1945 in Coulsdon, Surrey) war ein britischer Admiral der Royal Navy.

## Leben
Goodenough wurde als Sohn eines Marineoffiziers geboren und ab 1880 als Seekadett auf dem Schulschiff HMS Britannia ausgebildet. Es folgte ein Dienst überwiegend auf Überseestationen. 1882 erfolgte die Beförderung zum Midshipman und 1886 die zum Sub-Lieutenant. 1900 wurde Goodenough zum Commander befördert und erhielt den Befehl über das Schlachtschiff HMS Resolution bei der Channel Fleet. Im folgenden Jahr wechselte er auf die neu in Dienst gestellte Formidable, mit der er bis 1905 bei der Mediterranean Fleet diente. Am 1. Januar 1905 erfolgte die Beförderung zum Captain.
Goodenoughs nächste Station war bis 1907 die des Kommandanten des Royal Naval College Dartmouth. Anschließend diente er für ein Jahr als Flaggkapitän unter John Jellicoe auf der Albemarle bei der Atlantic Fleet, danach bis 1910 auf der Duncan bei der Mediterranean Fleet unter George Callaghan. 1910 erhielt Goodenenough den Befehl über den Panzerkreuzer Cochrane. Mit seinem Schiff eskortierte er König Georg V. auf dem Weg zum Delhi Durbar von 1911. Im gleichen Jahr wurde er zum Kommandanten des neu in Dienst gestellten Dreadnought-Schlachtschiffs Colossus ernannt, die der 2nd Battle Squadron der Home Fleet zugeteilt wurde.
Im Juli 1913 wurde Goodenough zum Kommodore befördert und übernahm den Befehl über die 1st Light Cruiser Squadron mit dem Flaggschiff Southampton. In dieser Funktion erlebte er auch den Beginn des Ersten Weltkriegs. Als einziges Leichte-Kreuzer-Geschwader der Grand Fleet hatte Goodenoughs Geschwader zu Beginn des Krieges vielfältige Aufgaben zu übernehmen. Es nahm Ende August 1914 am Seegefecht bei Helgoland und im Januar 1915 am Gefecht auf der Doggerbank teil. Im Mai 1916 wurde sein Geschwader in 2nd Light Cruiser Squadron umbenannt. Mit diesem nahm Goodenough an der Skagerrakschlacht teil, nach der er zum Rear Admiral befördert wurde. Gegen Ende des Jahres übernahm er die 2nd Division der 2nd Battle Squadron an Bord der Orion.
Nach dem Kriegsende wurde er zum Knight Commander des Order of the Bath erhoben und diente bis 1920 als Superintendent des Chatham Dockyard. Es folgte das Kommando über die Africa Station bis 1922 und die Beförderung zum Vice Admiral. Bis 1924 befehligte er anschließend die Reserve Fleet, danach wurde er Commander-in-Chief, The Nore. Im Mai 1925 wurde er zum vollen Admiral befördert. 1930 diente er noch als First and Principal Naval Aide-de-Camp des Königs, bevor er aus dem aktiven Dienst ausschied. Im Ruhestand war er von 1930 bis 1933 Präsident der Royal Geographical Society.